# Centraal-Afrikaanse Republiek op de Olympische Zomerspelen 1992
De Centraal-Afrikaanse Republiek nam deel aan de Olympische Zomerspelen 1992 in Barcelona, Spanje. Het was de vierde deelname van het land aan de Spelen. 
De vijftien deelnemers namen deel in drie olympische sportdisciplines. Voor de vierdemaal werd in de atletiek deelgenomen en voor het eerst in het judo en in de wielersport. Atlete Brigitte Nganaye en judoka Felicite Makounawode waren de eerste vrouwelijke vertegenwoordigsters namens het land op de Spelen.

## Deelnemers en resultaten

### Atletiek
| Olympiër             | Onderdeel        | Resultaat | Prestatie                             |
| -------------------- | ---------------- | --------- | ------------------------------------- |
| Valentin Ngbogo      | 100 m (m)        | 48e       | serie 7: 6de in 10,79                 |
| Valentin Ngbogo      | 200 m (m)        | 35e       | serie 11: 5de in 21,51                |
| Martial Biguet       | 400 m (m)        | 53e       | serie 3: 7de in 47,82 (NR)            |
| Zacharia Maidjida    | 800 m (m)        | 35e       | serie 5: 6de in 1.50,41 (NR)          |
| Zacharia Maidjida    | 1500m (m)        | 42e       | serie 1: 11de in 3.55,72              |
| Ernest Ndjissipou    | 5000 m (m)       | 47e       | serie 4: 12de in 14.40,12             |
| Jacques-Henri Brunet | 400 m horden (m) | 36e       | serie 1: 6de in 52,59                 |
| Ferdinand Amadi      | marathon (m)     | 74e       | 2:35.39                               |
| Mickaël Conjungo     | discuswerpen (m) | 24e       | kwalificatie groep B: 12de met 57,46m |
|                      |                  |           |                                       |
| Brigitte Nganaye     | 800 m (v)        | 31e       | serie 1: 6de in 2.15,70               |
| Brigitte Nganaye     | 1500 m (v)       | 37e       | serie 3: 13de in 4.33,57 (NR)         |

### Judo
| Olympiër             | Onderdeel  | Resultaat | Prestatie |
| -------------------- | ---------- | --------- | --------- |
| Simeon Toronlo       | -71 kg (m) | 22e       |           |
| Andre Mayounga       | -86 kg (m) | 21e       |           |
|                      |            |           |           |
| Felicite Makounawode | -61 kg (v) | 20e       |           |

### Wielersport
| Olympiër                                                   | Onderdeel          | Resultaat | Prestatie      |
| ---------------------------------------------------------- | ------------------ | --------- | -------------- |
| Vincent Gomgadja                                           | wegwedstrijd (m)   | DNF       | niet gefinisht |
| Obed Ngaite                                                | wegwedstrijd (m)   | DNF       | niet gefinisht |
| Christ Yarafa                                              | wegwedstrijd (m)   | DNF       | niet gefinisht |
| Vincent Gomgadja Rufin Molomadan Obed Ngaite Christ Yarafa | ploegentijdrit (m) | 29e       | 2:49.28        |

Albanië · Algerije · Amerikaanse Maagdeneilanden · Amerikaans-Samoa · Andorra · Angola · Antigua en Barbuda · Argentinië · Aruba · Australië · Bahama's · Bahrein · Bangladesh · Barbados · België · Belize · Benin · Bermuda · Bhutan · Bolivia · Bosnië en Herzegovina · Botswana · Brazilië · Britse Maagdeneilanden · Bulgarije · Burkina Faso · Canada · Centraal-Afrikaanse Republiek · Chili · China · Chinees Taipei · Colombia · Congo-Brazzaville · Cookeilanden · Costa Rica · Cuba · Cyprus · Denemarken · Djibouti · Dominicaanse Republiek · Duitsland · Ecuador · Egypte · El Salvador · Equatoriaal-Guinea · Estland · Ethiopië · Fiji · Filipijnen · Finland · Frankrijk · Gabon · Gambia · Gezamenlijk team · Ghana · Grenada · Griekenland · Groot-Brittannië · Guam · Guatemala · Guinee · Guyana · Haïti · Honduras · Hongarije · Hongkong · Ierland · IJsland · India · Indonesië · Irak · Iran · Israël · Italië · Ivoorkust · Jamaica · Japan · Jemen · Jordanië · Kaaimaneilanden · Kameroen · Kenia · Koeweit · Kroatië · Laos · Lesotho · Letland · Libanon · Libië · Liechtenstein · Litouwen · Luxemburg · Madagaskar · Malawi · Malediven · Maleisië · Mali · Malta · Marokko · Mauritanië · Mauritius · Mexico · Monaco · Mongolië · Mozambique · Myanmar · Namibië · Nederland · Nederlandse Antillen · Nepal · Nicaragua · Nieuw-Zeeland · Niger · Nigeria · Noord-Korea · Noorwegen · Oeganda · Oman · Oostenrijk · Pakistan · Panama · Papoea-Nieuw-Guinea · Paraguay · Peru · Polen · Portugal · Puerto Rico · Qatar · Roemenië · Rwanda · Saint Vincent‑Grenadines · Salomonseilanden · Samoa · San Marino · Saoedi-Arabië · Senegal · Seychellen · Sierra Leone · Singapore · Slovenië · Soedan · Spanje · Sri Lanka · Suriname · Swaziland · Syrië · Tanzania · Thailand · Togo · Tonga · Trinidad en Tobago · Tsjaad · Tsjecho-Slowakije · Tunesië · Turkije · Uruguay · Vanuatu · Venezuela · Verenigde Arabische Emiraten · Verenigde Staten · Vietnam · Zaïre · Zambia · Zimbabwe · Zuid-Afrika · Zuid-Korea · Zweden · Zwitserland · Onafhankelijke olympische deelnemers